# Zollgrenzbezirk
Als Zollgrenzbezirk bezeichnete man  das Gebiet in der Nähe einer Zollgrenze, in dem sich durch Gesetz oder Verordnung Abweichungen vom sonst im Zollgebiet gültigen Recht ergeben konnten.

## Deutschland
Ortstafeln

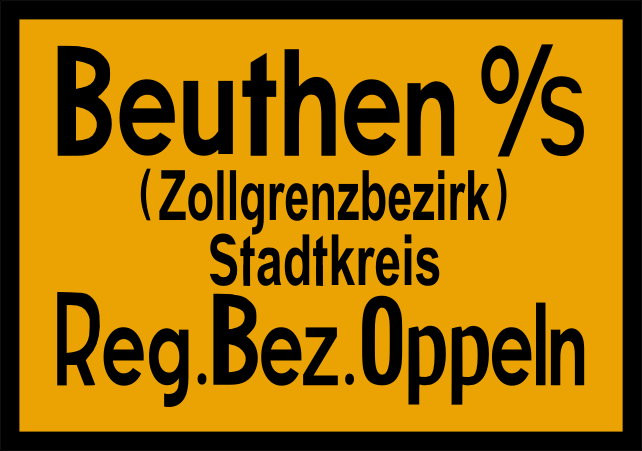
Beuthen O/S, um 1939
Oberammergau, 1960er Jahre
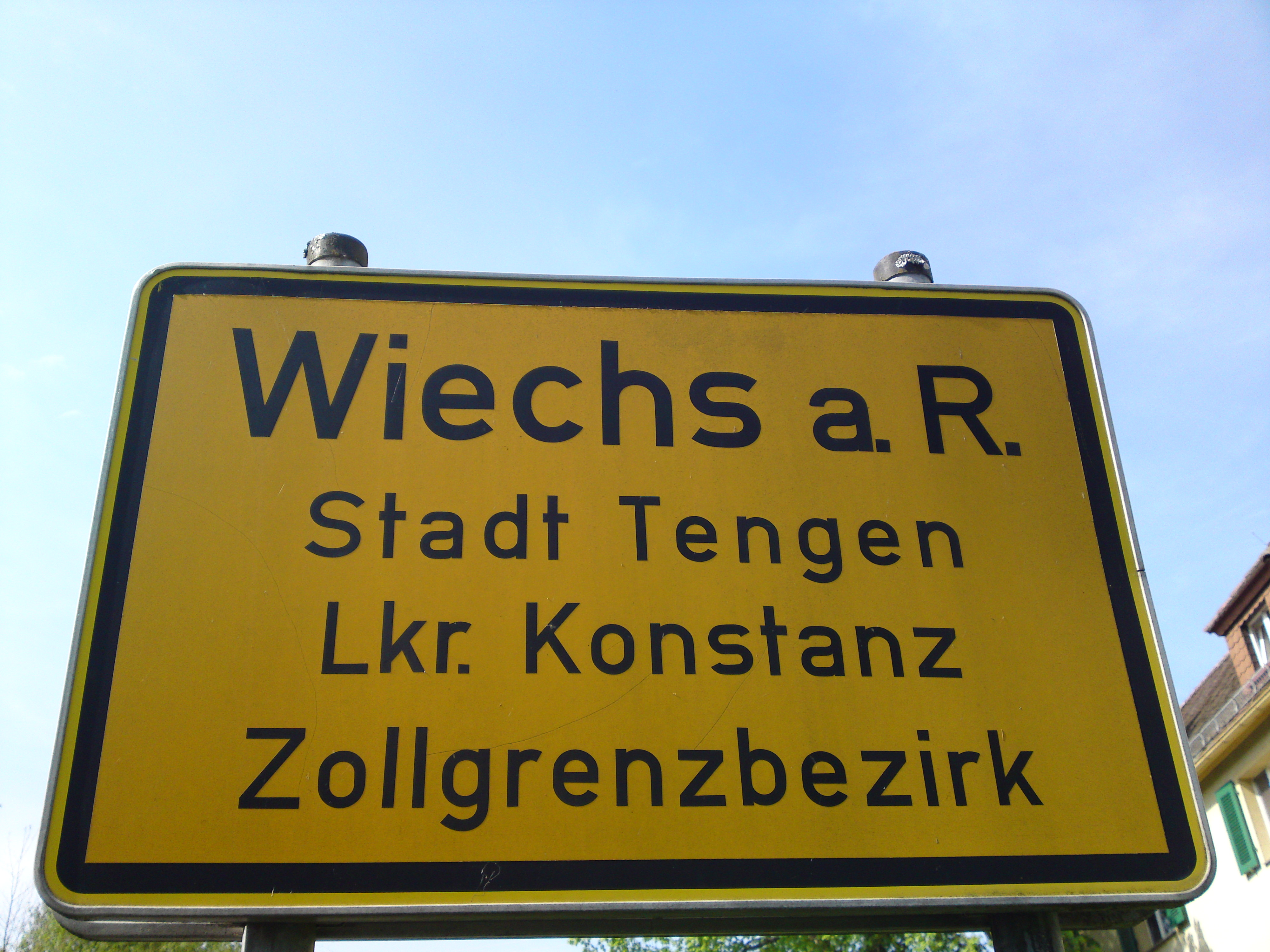
Wiechs am Randen, 2011
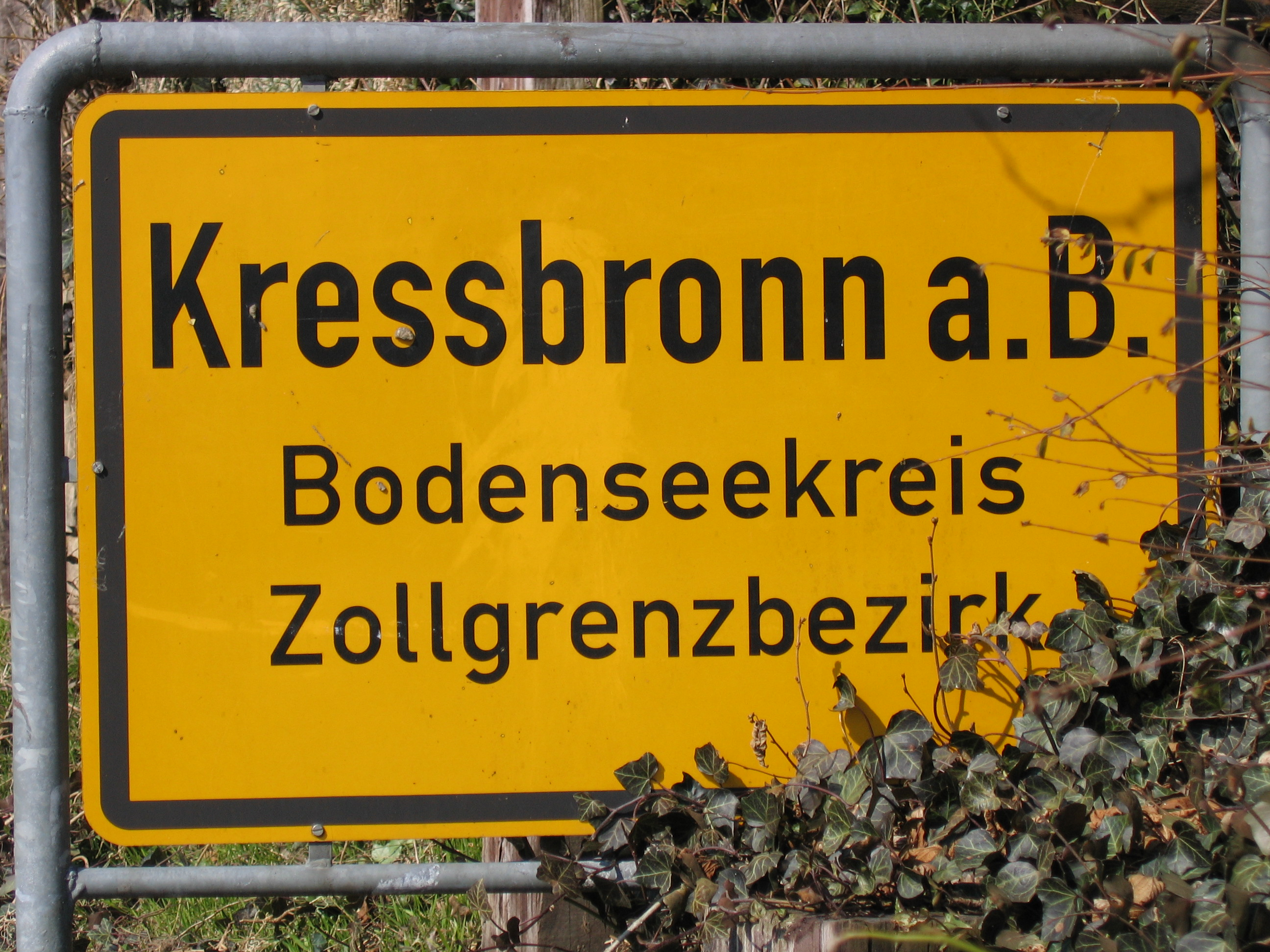
Kressbronn am Bodensee, bis 2013
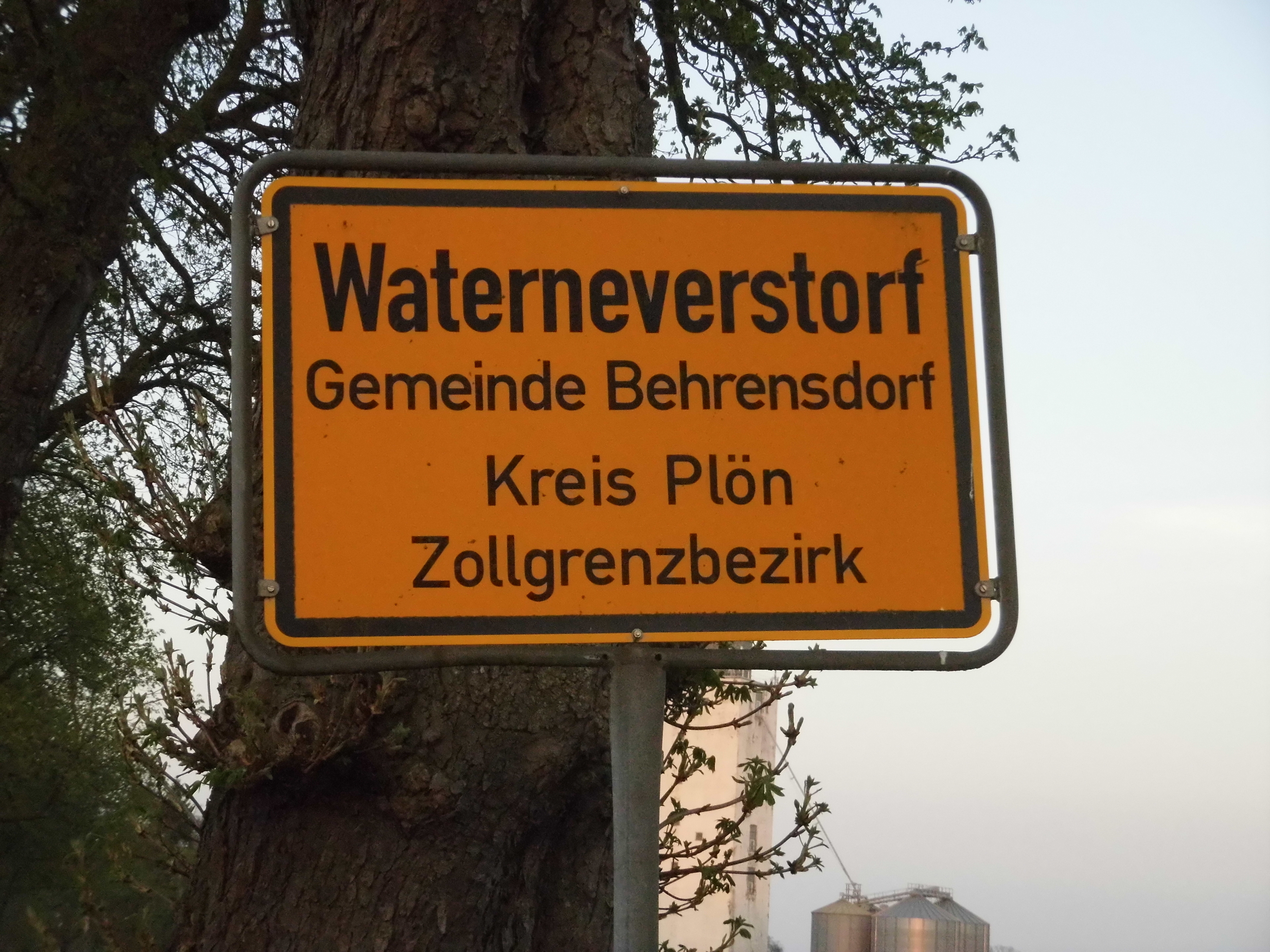
Relikt in Behrensdorf (Ostsee), 2018

In Deutschland wird dieses Gebiet heute als grenznaher Raum bezeichnet, § 14 Zollverwaltungsgesetz (ZollVG).
Die Zollgrenzbezirke erstrecken sich über ein Gebiet von 30 Kilometern von der Zollgrenze bis in das Inland hinein, dieser Bereich kann im Bedarfsfall durch die Bundesfinanzdirektionen erweitert werden. Nach § 14 Abs. 1 Satz 1 ZollVG beträgt der grenznahe Raum 30 Kilometer, von der seewärtigen Begrenzung des Zollgebietes an bis zu 50 Kilometer. In diesem Gebiet haben die Beamten der Bundeszollverwaltung Befugnisse, die über diejenigen der Polizei deutlich hinausgehen, wie beispielsweise die Durchführung von verdachtsunabhängigen Personenkontrollen und Durchsuchungen von Personen und Sachen.
Darüber hinaus gelten für Personen mit Wohnsitz im Zollgrenzbezirk geringere Zollfreimengen. Der Begriff „Zollgrenzbezirk“ entstammt noch der Zollgesetzgebung der Vorkriegszeit und konnte auf den Ortstafeln seit Einführung der am 1. Januar 1938 gültig gewordenen Straßenverkehrs-Ordnung (StVO) gegebenenfalls anstelle des Verwaltungsbezirks angegeben werden.
Mit der Teilung Deutschlands erhielten die beiden deutschen Staaten eigene Gesetzgebungen. Im Westen blieb die StVO von 1938 mit dem Hinweis auf die Zollgrenzbezirke bis 1971 gültig. Tafeln mit diesem Zusatz wurden jedoch auch nach 1971 in Westdeutschland aufgestellt. Das westdeutsche Zollgesetz vom 14. Juni 1961, das am 1. Januar 1962 in Kraft trat, untermauerte diese Regelung.
Im Zuge des Schengener Abkommens und des Europäischen Binnenmarkts wurde der Begriff abgeschafft und durch die Regelungen des Zollkodex ersetzt. Der Begriff hat sich zwar erhalten, verliert aber langsam an Bedeutung. Die Befugnisse der Behörden im Grenzgebiet ergeben sich nunmehr aus den Polizeiaufgabengesetzen der Länder und der Abgabenordnung. Die Bundeszollverwaltung ist seitdem im Rahmen ihrer kontrollierenden und überwachenden Aufgaben nicht mehr nur auf den Bereich der unmittelbaren Grenze beschränkt, sondern kann im gesamten Bundesgebiet operieren (z. B. durch Mobile Kontrollgruppen auf Autobahnen). Mit dem Wegfall der Oberfinanzdirektionen und der Gründung von fünf Bundesfinanzdirektionen im Jahre 2008 gibt es den Begriff Mobile Kontrollgruppe nicht mehr. Durch die Zusammenführung mehrerer operativer Einheiten des Zoll sind diese Mobilen Kontrollgruppen in den „Kontrolleinheiten Verkehrswege“ aufgegangen.
Auf älteren Ortsschildern kann der Zusatz Zollgrenzbezirk noch vereinzelt gesichtet werden, hat heute aber keine Bedeutung mehr.

## Österreich

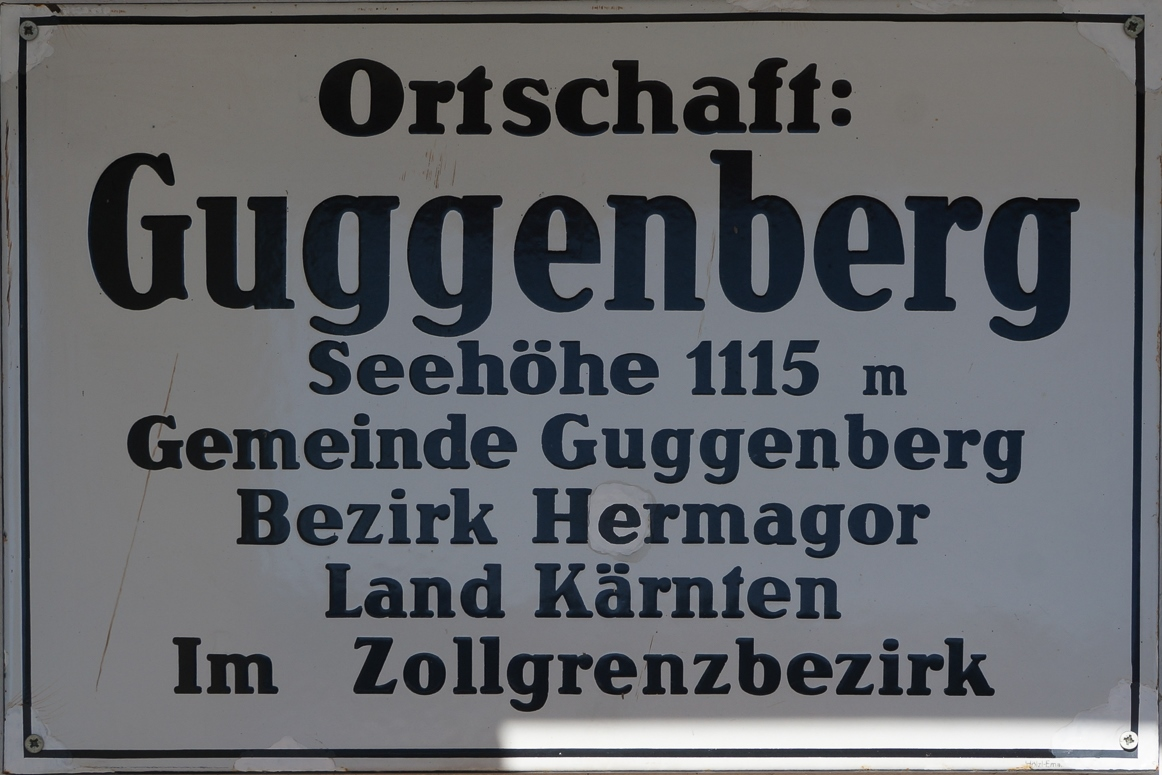
Schild in Guggenberg, Kärnten

In Österreich ist der Zollgrenzbezirk ein Gebiet am Rand des Staatsgebietes, das Erleichterungen oder Erschwernisse im Warenverkehr gegenüber dem Zollbinnenland, wie das übrige Zollgebiet bezeichnet wird, bewirkt. Der Zollgrenzbezirk ist im Zollgesetz 1955 §1 definiert. Dieser Landstreifen darf nicht breiter als 20 km sein und wird durch das Bundesministerium für Finanzen festgelegt. Das Gebiet ist durch eigene Tafeln der Finanzlandesdirektionen zu kennzeichnen.
Als Folge dieses Gesetzes durften Grenzbewohner, sowohl im In- als auch im Ausland bestimmte Artikel in größerer Menge entsprechend der Eigenverbrauchsmengen, die in separaten Verordnungen festgelegt werden, im so genannten kleinen Grenzverkehr zollfrei ein- bzw. ausführen. Vor allem betrifft dies Tabakwaren oder Alkoholika, aber auch Arzneimittel. Ähnliches gilt auch für Werkzeuge und Maschinen, die als Arbeitsbehelfe am selben Tag wieder reimportiert werden. Auch Haus- und Weidetiere dürfen so die Grenze vereinfacht passieren.
Beschränkungen gibt es für bauliche Angelegenheiten, die sich nahe der Grenze befinden, wenn sie beispielsweise der Überwachung der Grenze dienen.
Auch Verkehrsbeschränkungen können sich auf das Gebiet eines Zollgrenzbezirkes beziehen, wenn beispielsweise erhöhte Schmuggeltätigkeit festgestellt wird. So kann es für den Transport mancher Waren notwendig sein, die Zollpapiere mitzuführen. Ausnahmen bilden dabei die Bahn- oder Posttransporte.
Aber auch die Zollbehörden haben in diesem Gebiet besondere Rechte, wie Anhaltungen.
Wiederverlautbart wurde das Gesetz im Jahr 1988, wobei in der Zwischenzeit einzelne Änderungen durchgeführt wurden, der Inhalt aber insgesamt etwa gleich blieb. So war beispielsweise auf der Donau ein Zollgrenzbezirk auf den Stromkilometern 1887 und 1933 festgelegt.
Die Festlegung der Orte in den Zollgrenzbezirken erfolgte beispielsweise in der Zollgesetz-Durchführungsverordnung 1992.